# Ванхаутте, Шарль
Шарль Ванхаутте (нидерл. Charles Vanhoutte; род. 16 сентября 1998, Кортрейк, Фламандский регион) — бельгийский футболист, полузащитник клуба «Юнион».

## Клубная карьера
Начинал заниматься футболом в школах футбольных клубов «Вилсбеке» и «Зюлте-Варегем». В 14 лет попал в структуру «Серкль Брюгге», где начал выступать за команду своего возраста. В феврале 2018 года впервые попал в заявку старшей команды на матч Лиги Жюпиле с «Вестерло». 8 сентября подписал с клубом первый профессиональный контракт сроком на три года. 14 мая 2019 года дебютировал в чемпионате Бельгии в поединке с «Эксельсиором». Ванхаутте на 56-й минуте вышел на поле вместо японца Наомити Уэды.
1 сентября 2019 года перешёл на правах аренды до конца сезона в «Тюбиз», выступающий в первом любительском дивизионе Бельгии. Первую игру в составе нового клуба сыграл через две недели в гостях против «Ла-Лувьера», заменив на 85-й минуте Роббе Декостере. Всего Ванхаутте провёл в турнире 16 матчей, в которых не отметился результативными действиями.
По окончании аренды Ванзаутте вернулся в Серкль Брюгге, где начал подготовку к новому сезону под руководством нового главного тренера Пола Клемента.

## Достижения
«Юнион»
- Чемпион Бельгии: 2024/25
- Обладатель Кубка Бельгии: 2023/24
- Обладатель Суперкубка Бельгии: 2024

## Статистика выступлений

### Клубная статистика
| Выступление      | Выступление             | Выступление      | Лига | Лига | Кубки | Кубки | Конт.кубки | Конт.кубки | Итого | Итого |
| Клуб             | Лига                    | Сезон            | Игры | Голы | Игры  | Голы  | Игры       | Голы       | Игры  | Голы  |
| ---------------- | ----------------------- | ---------------- | ---- | ---- | ----- | ----- | ---------- | ---------- | ----- | ----- |
| Серкль Брюгге    | Лига Жюпиле             | 2018/19          | 3    | 0    | 0     | 0     | 0          | 0          | 3     | 0     |
| Серкль Брюгге    | Лига Жюпиле             | 2020/21          | 2    | 0    | 0     | 0     | 0          | 0          | 2     | 0     |
| Серкль Брюгге    | Итого                   | Итого            | 5    | 0    | 0     | 0     | 0          | 0          | 5     | 0     |
| → Тюбиз          | Любительский дивизион 1 | 2019/20          | 16   | 0    | 0     | 0     | 0          | 0          | 16    | 0     |
| → Тюбиз          | Итого                   | Итого            | 16   | 0    | 0     | 0     | 0          | 0          | 16    | 0     |
| Всего за карьеру | Всего за карьеру        | Всего за карьеру | 21   | 0    | 0     | 0     | 0          | 0          | 21    | 0     |